# 選日
選日（せんじつ）とは、暦注上において干支の組合せによってその日の吉凶を占う占術であり、六曜・七曜・十二直（中段）・二十八宿・九星・暦注下段等を含めた総称である。擇日（たくじつ）・擇日術・撰日・選日術・雑注ともいう。暦注の日取りの方法は撰日法という。
日本の選日占術は、古代中国から続く「萬年曆（または萬年農民暦）」や『通書』の内容と重なる内容が多く見受けられるなど、古代中国の占術が基になっているとされている。
しかし日本の選日には誤りが多く存在し、一粒万倍日に関しては選日の本家である中国の「萬年曆（または萬年農民暦）」や『通書』には存在せず、非常に信憑性の低い選日であるなど、日本の選日においては注意が必要である。

## 起源・歴史
古代中国から続く「萬年曆（または萬年農民暦）」が基になっており、中国大陸から日本に伝わったとされている。
日本では奈良時代の具注暦に暦注が確認できる事から、それ以前には日本に伝わっていた。
選日術は古くから盛んであり、古来から現在まで何千年も続いている。『礼記』には「外事用剛日、内事用柔日」という言葉があり、『春秋左氏伝』には「天子には日官があり、諸侯には日御がいる」と記録されている。漢代時代には諸家の流派が立ち上がり、唐宋時代に成熟した体系が始まった。宋から明清時代にかけて選日は徐々に浸透した。
選日をまとめた『通書』は「通天人之際」から名付けられ、「通勝」「紅皮通書」とも呼ばれ、黄暦にて日選びの理論や宜忌規則等のの内容を専門的に解説している。民間に伝わる通書の多くは『鳌頭通書』『象吉通書』『永吉通書』『協紀辨方書』等を参考に編集されている。

## 一覧
- 一粒万倍日
- 不成就日
- 八専
- 十方暮
- 天一天上
- 三隣亡
- 三伏
- 犯土（大土・小土）
- 臘日
- その他（六曜・七曜・十二直（中段）・二十八宿・九星・暦注下段の内容）

六曜・七曜・十二直・二十八宿・九星・暦注下段以外のもののうち、一粒万倍日や不成就日、三隣亡、天赦日（本来は暦注下段に属するが、選日の欄に書かれる場合もある）といった選日は、選日の中でも比較的有名なため、七曜表形式のカレンダーである程度の情報量がある場合に記載される一方、その他の八専・十方暮・天一天上・犯土などは、現代日本ではマイナーなため、七曜表形式のカレンダーに記載されることはほとんどない。